# Rhinopomastus
Rhinopomastus là một chi chim trong họ Phoeniculidae.